# Якубець Мар'ян
Мар'ян Якубець (Якубєц) (пол. Marian Jakóbiec, 8 вересня 1910, село Гиновичі — 27 квітня 1998, Вроцлав) — польський літературознавець.

## Життєпис
Народився у селі Гиновичі на Бережанщині (Галичина). Навчався у Львівському, Празькому й Белградському університетах.
У 1947 — 1980 роках професор Вроцлавського університету, завідувач кафедри російської філології.
До дослідів Якубця над українською літературою належать: «Слово о полку Ігоревім» (1950), «Тарас Шевченко» (1955), «Іван Франко» (1958), «Іван Котляревський і польська література» (1970), «Леся Українка і польська романтична література» (1971), «Ключові проблеми історії українсько-польських літературних відносин» (1982). Разом з Т. Голинською-Барановою видав «Literatura ukraińska» (В. 1962).